# Murvai Márton
Murvai Márton (Szolnok, 1999. február 15. –) magyar színész.

## Életpálya
2014-2018 között a szolnoki Verseghy Ferenc Gimnáziumban tanult. 2018-2020 között a Pesti Broadway Stúdió, 2020-2021 között a Békéscsabai Színitanház Budapesti telephely (BIAK) tanulója volt. 2021-2022 között a Pannon Várszínházban játszott. 2022-től szerepel a Magyar Színház előadásaiban, előbb ensemble tagként, majd 2024-től a színház tagjaként. 2024-től szerepel a Madách Színházban is.
Felesége Dichter Dóra színésznő.

## Színházi szerepei

### Magyar Színház
- Madagaszkár - Marty, zebra[6]
- Ezeregy Éjszaka - Harun Ar’Rashid
- Valahol Európában - Ficsúr
- Időfutár - Mozart
- A muzsika hangja - Rolf Grueber
- A Kincses Sziget - Squire Trelawney
- Koldus és királyfi - Hugo, John Canty cimborája
- Rumini Ferrit-szigeten - Balikó
- Tüskevár
- Tündér Lala
- Rómeó és Júlia - Benvolio
- A kölyök - Ed

### Madách Színház
- Mamma Mia! - Pepper[7]
- Les Misérables - A nyomorultak[8]

### Pannon Várszínház
- A Pál Utcai Fiúk - Csónakos
- Hotel Menthol - Zsilett
- Hair - Woof
- Liliomfi - Gyuri
- Virágot Algernonnak - Algernon
- A Padlás - Detektív
- Csókos asszony - Ibolya Ede

### Veres1 Színház
- Szép nyári nap